# بروس ماثيوز (سياسي)
بروس ماثيوز هو عسكري ومسير أعمال وسياسي كندي، ولد في 12 أغسطس 1909 في أوتاوا في كندا، وتوفي في 12 سبتمبر 1991.